# Velòdrom de Vincennes
El Velòdrom de Vincennes (oficialment Vélodrome Jacques Anquetil - La Cipale) és un estadi situat a Vincennes, prop de París, França.

## Història
Inicialment construït com a velòdrom el 1894, es convertí en la seu principal dels Jocs Olímpics de 1900, ja que s'hi celebrà la cerimònia d'obertura. Amb tot, les proves de pista i camp es disputaren al Racing Club de França. Les proves que es van disputar en aquest velòdrom foren el ciclisme, el cricket, el rugbi, el futbol i la gimnàstica.
L'estadi fou emprat novament durant els Jocs Olímpics de 1924 per a les proves de ciclisme i futbol.
A més a més, fou el lloc d'arribada de l'etapa final del Tour de França entre 1968 i 1974, anys dominats pel belga Eddy Merckx.

Vélodrome Jacques-Anquetil

## L'estadi en l'actualitat
Actualment a l'estadi s'hi disputen partits de futbol i rugbi.